# Kolsva
Kolsva est une localité de la commune de Köping dans le comté de Västmanland en Suède.
Sa population était de 2 430 habitants en 2019.